# 王毖
王毖（？—？），長沙人，官至曹魏黃門侍郎。

## 生平
王毖本為長沙郡上計吏，後漢末時出使中原，正值東吳和曹魏決裂，於是王毖改效曹魏並與其於南方之妻兒分離。在曹魏為給事黃門侍郎，曾與其他官員多次上表求曹丕稱帝。
王毖在曹魏後改娶後妻，生下王昌、王式兄弟。西晉太康元年，王昌時任東平國相，得知王毖前妻早已逝世，於是向東平王司馬楙辭官服喪。司馬楙將此事上交太常審議，最終太常決定王昌不應服喪。

## 後代
- 子王昌，字公伯，東平相、散騎常侍，娶任城王曹彰女。[4]
- 子王式，字公儀，度遼將軍長史，娶尚書令桓階女。[4]